# Pruniers-en-Sologne
Pruniers-en-Sologne är en kommun i departementet Loir-et-Cher i regionen Centre-Val de Loire i de centrala delarna av Frankrike. Kommunen ligger i kantonen Romorantin-Lanthenay-Sud som tillhör arrondissementet Romorantin-Lanthenay. År 2022 hade Pruniers-en-Sologne 2 281 invånare.

## Befolkningsutveckling
Antalet invånare i kommunen Pruniers-en-Sologne
| Referens: INSEE |